# Justus Lipsius
Justus Lipsius (Joest Lips) (født 18. oktober 1547 i nærheden af Bryssel, død 23. marts 1606 i Louvain) var en nederlandsk filolog og oldtidsforsker.
Lipsius studerede ved Universitetet i Louvain og udgav 19 år gammel sine Variarum lectionum libri III, som han dedicerede til kardinal Granvella, hos hvem han kort efter blev sekretær på hans rejse til Rom.
1572 blev han professor ved det lutherske universitet i Jena, uagtet han formentlig egentlig var katolik. Han kom dog snart derfra, men blev 1579 professor i Leyden.
Han nærmede sig her atter den katolske kirke og blev på grund af sine skrifte Politicorum libri VI og De una religione, hvori han udtalte sig sympatetisk om trostvangen, nødt til at nedlægge sit embede (1591); året efter blev han professor i Louvain.
Han har udgivet adskillige latinske forfatteres skrifter med kommentar, således Tacitus, Velleius Paterculus, Valerius Maximus, Plinius og Seneca, og desuden skrevet talrige værker om oldtidsforhold.
Endelig har han også skrevet filosofiske skrifter, hvori han viser sig som en tilhænger af stoicismen. Hans breve er offentliggjorte i flere samlinger. Hans latinske sprog udmærkede sig ved en temmelig skruet form.